# Gasterochismatinae
Sous-famille
Les Gasterochismatinae sont une sous-famille de poissons Scombriformes.

## Liste des genres
- genre Gasterochisma Richardson, 1845